# Scott Carson
Scott Paul Carson (Whitehaven, 1985. szeptember 3. –) angol labdarúgó, legutóbb, 2021 és 2025 között a Manchester City játékosa volt.

## Pályafutása
Az első profi csapata a Leeds United volt, ahol a Manchester United ellen az Old Traffordon debütált 2004 februárjában. A 2003-2004-es szezonban még játszott Chelsea ellen is. A szerződése lejárt a 2004–2005-ös szezon végén, és a Leeds United meg akarta tartani a fiatal kapust. Azonban Carson úgy döntött, hogy elhagyja a Leeds Unitedet, és Liverpoolba igazol. A Vörösök 750 000 angol fontot kínáltak érte.
Carson a Liverpoolba igazolt, négy és fél éves szerződést írt alá. A Newcastle United ellen mutatkozott be 2005 márciusában. Majd 2006 márciusában kölcsönadták Sheffield Wednesdaynek, ahol 9 meccset játszott.
2006 júliusában tért vissza, és meghosszabbította szerződését 2011-ig. 2006 augusztusában kölcsönadták a Charltonnak a 2006–2007-es szezonra. A Charltonban 36 meccsen szerepelt. 2007 júniusában tért vissza a Liverpoolhoz. 2007 augusztusában kölcsönadták az Aston Villának 2 millió fontért. Az első piros lapját a Manchester United ellen kapta, és a csapata 4-1-es vereséget szenvedett. Az Aston Villában 35 meccset játszott.
A 2007–2008-as szezon végén tért vissza a Liverpoolhoz, de 2008 júliusában a West Bromwich Albionhoz igazolt, négy évre szóló szerződést írt alá. Az új csapatában az Arsenal ellen debütált 2008. augusztus 10-én, ahol 1-0-s vereséget szenvedtek.

## Statisztika
| Klub                         | Szezon  | Liga | Liga | FA Kupa | FA Kupa | Liga Kupa | Liga Kupa | Európa | Európa | Összesen | Összesen |
| Klub                         | Szezon  | Mérk | Gól  | Mérk    | Gól     | Mérk      | Gól       | Mérk   | Gól    | Mérk     | Gól      |
| ---------------------------- | ------- | ---- | ---- | ------- | ------- | --------- | --------- | ------ | ------ | -------- | -------- |
| Charlton (kölcsönben)        | 2006-07 | 28   | 0    | 0       | 0       | 0         | 0         | 0      | 0      | 28       | 0        |
| Sheffield Wedn. (kölcsönben) | 2006    | 9    | 0    | 0       | 0       | 0         | 0         | 0      | 0      | 9        | 0        |
| Liverpool                    | 2005-06 | 0    | 0    | 1       | 0       | 1         | 0         | 2      | 0      | 4        | 0        |
| Liverpool                    | 2005    | 4    | 0    | 0       | 0       | 0         | 0         | 1      | 0      | 5        | 0        |
| Leeds United                 | 2004-05 | 0    | 0    | 0       | 0       | 0         | 0         | 0      | 0      | 0        | 0        |
| Leeds United                 | 2003-04 | 3    | 0    | 0       | 0       | 0         | 0         | 0      | 0      | 3        | 0        |
| Összesen                     |         | 44   | 0    | 1       | 0       | 1         | 0         | 3      | 0      | 49       | 0        |